# Arquidiócesis de Guatemala
La arquidiócesis Primada de Guatemala o de Santiago de Guatemala (en latín: Archidioecesis Sancti Jacobi in Guatemala) es una circunscripción eclesiástica de la Iglesia católica en Guatemala. Se trata de una arquidiócesis latina, sede metropolitana de la provincia eclesiástica de Guatemala. Desde el 9 de julio de 2020 su arzobispo y primado de Guatemala es Gonzalo de Villa y Vásquez, de la Compañía de Jesús.

## Territorio y organización

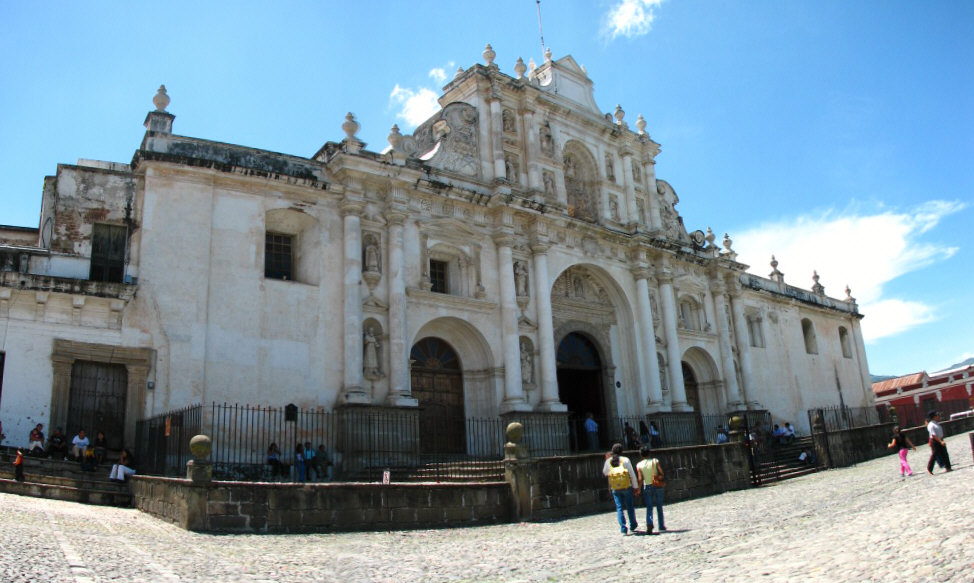
Excatedral de San José, en Antigua Guatemala

La arquidiócesis de Santiago de Guatemala tiene 2591 km² y extiende su jurisdicción sobre los fieles católicos de rito latino residentes en los departamentos de Guatemala y Sacatepéquez.

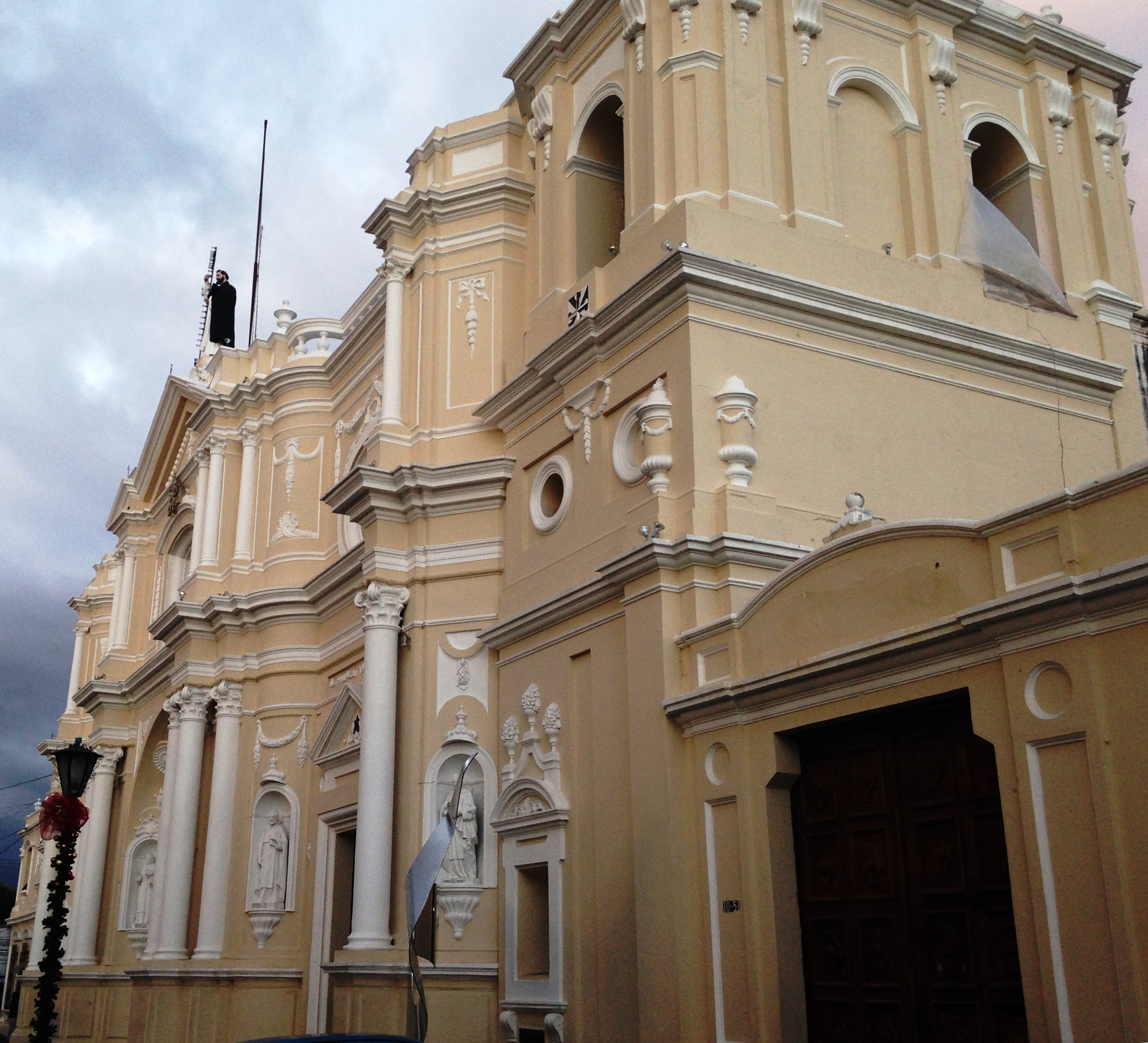
Basílica de Nuestra Señora del Rosario, en Ciudad de Guatemala

La sede de la arquidiócesis de Santiago de Guatemala se encuentra ubicada en el histórico Palacio Arzobispal, que se encuentra en la Nueva Guatemala de la AsunciónCiudad de Guatemala, contiguo a la imponente Santa Iglesia Catedral Metropolitana de Santiago de Guatemala, que también goza de los privilegios de Basílica menor y cuenta con los 7 altares en donde se pueden lucrar las indulgencias.  
Otros santuarios y basílicas importantes de la Arquidiócesis de Santiago de Guatemala son: el Santuario Arquidiocesano del señor San José, ubicado en la zona 1 de la ciudad capital, el Santuario Nacional Expiatorio del Sagrado Corazón de Jesús, ubicado en la zona 1 de la ciudad, la basílica de Nuestra Señora del Rosario, el Santuario de Adoración Perpetua, ubicado en la Calzada Roosevelt, zona 3 de Mixco y en Antigua Guatemala se encuentra el Santuario Arquidiocesano del Santo Hermano Pedro, parroquia San Francisco el Grande, la excatedral de San José y el Santuario de San Felipe Apóstol, ubicado en San Felipe de Jesús.
La arquidiócesis tiene como diócesis sufragáneas a las diócesis de: Escuintla, Jalapa, San Francisco de Asís de Jutiapa, Santa Rosa de Lima, Verapaz y Zacapa y Santo Cristo de Esquipulas.
A la fecha, en 2024, la arquidiócesis cuenta con 165 parroquias.

## Historia
Apenas seis años después de la fundación de la ciudad de Santiago, el 25 de julio de 1524 Pedro de Alvarado destituyó al cura Juan Godínez y dio posesión como cura de la ciudad a Francisco Marroquín, quien fuera nombrado por el primer obispo de México, Juan de Zumárraga, como vicario para los territorios de Guatemala. Muy pronto se iniciaron los trámites para la elección del obispado de Goathemala.
La diócesis de Santiago de Guatemala fue erigida el 18 de diciembre de 1534 con la bula Illius fulciti praesidio del papa Paulo III, obteniendo el territorio de la diócesis de Santo Domingo (hoy arquidiócesis de Santo Domingo). Su primer obispo fue Francisco Marroquín, quien al recibir la consagración en México, fue también el primer obispo consagrado en tierras americanas. Dentro de su jurisdicción quedaron en un primer momento Guatemala, Chiapas y Comayagua.
Originalmente sufragánea de la archidiócesis de Sevilla, el 12 de febrero de 1546 pasó a formar parte de la provincia eclesiástica de la arquidiócesis de México.
El 27 de junio de 1561 cedió una porción de su territorio para la erección de la diócesis de Verapaz mediante la bula Super specula militantis ecclesiae del papa Pío IV, la cual, ya vacante desde el 16 de junio de 1603, fue suprimida en 1608 y sus territorios regresaron a la diócesis de Santiago de Guatemala.
En 1598 el tercer obispo de Santiago de Guatemala, fray Pedro Gómez Fernández de Córdoba y Santillán, siguiendo las indicaciones del Concilio de Trento, fundó el seminario diocesano, que fue el primer instituto de educación superior en Guatemala.
El 31 de enero de 1676 se fundó la Real y Pontificia Universidad de San Carlos Borromeo, en la que la enseñanza estaba encomendada a los religiosos.
El 16 de diciembre de 1743 fue elevada al rango de arquidiócesis metropolitana con la bula Ad supremum catholicae del papa Benedicto XIV.
Los Terremotos de Santa Marta del 29 de julio de 1773 destruyeron la ciudad de Santiago de los Caballeros, actual Antigua Guatemala. El 2 de enero de 1776 la capital de la Capitanía General de Guatemala fue trasladada a la ciudad de Nueva Guatemala de la Asunción (actual Ciudad de Guatemala). La catedral se trasladó a la nueva capital el 22 de noviembre de 1779.
En 1829 el arzobispo Ramón Casaús y Torres, que era opositor del partido liberal en el poder y había opuesto encarnizada resistencia a la erección ilegítima de la diócesis de San Salvador por parte de las autoridades civiles, obteniendo plena razón del papa León XII, fue expulsado de Guatemala y huyó a Cuba. En los catorce años que fue arzobispo había sufrido numerosos abusos, hasta el punto de que sus cartas pastorales y sus edictos habían sido sometidos a censura gubernamental previa. Ese mismo año, la Real y Pontificia Universidad de San Carlos Borromeo tuvo que cerrar tras la supresión de las órdenes religiosas. Tras su exilio, la situación empeoró aún más, ya que el liberal Mariano Gálvez introdujo reformas radicales: puso en práctica la separación entre la Iglesia y el Estado, confiscó fondos y propiedades a las órdenes religiosas, en 1832 ordenó la abolición de los diezmos a la Iglesia, suprimió la mayoría de las fiestas religiosas, autorizó el matrimonio civil y legalizó el divorcio.
El 28 de septiembre de 1842 cedió una porción de su territorio para la erección de la diócesis de San Salvador (hoy arquidiócesis), cuyo territorio coincidía con el del Estado de El Salvador, mediante la bula Universalis Ecclesiae del papa Gregorio XVI.
En 1863 adquirió el territorio correspondiente al actual departamento de Petén, que pertenecía a la arquidiócesis de Yucatán.
Posteriormente cedió más partes de su territorio para la erección de:
- la diócesis de Quetzaltenango Los Altos (hoy arquidiócesis de Los Altos, Quetzaltenango-Totonicapán) y el vicariato apostólico de Verapaz-Petén (hoy diócesis de Verapaz) el 27 de julio de 1921, mediante la bula Suprema del papa Benedicto XV;[8]
- las diócesis de Jalapa, Sololá (hoy diócesis de Sololá-Chimaltenango) y Zacapa el 10 de marzo de 1951, mediante la bula Omnium in catholico del papa Pío XII;[9]
- la prelatura territorial de Escuintla (hoy diócesis de Escuintla) el 9 de mayo de 1969 mediante la bula De animorum bono del papa Pablo VI;[10]
- la diócesis de Santa Rosa de Lima el 27 de abril de 1996 mediante la bula Ad satius consulendum del papa Juan Pablo II.[11]

Del 16 de septiembre de 1956 al 24 de junio de 1986 estuvo unida aeque principaliter a la prelatura territorial del Santo Cristo de Esquipulas.
Después de 1743, la arquidiócesis acortó su nombre a arquidiócesis de Guatemala, hasta el 25 de abril de 2013, cuando obtuvo de la Congregación para los Obispos con el decreto Quia in principio autorización para utilizar el antiguo nombre de Santiago en Guatemala, que se encuentra tanto en la bula de erección como en la bula de elevación a sede metropolitana.

## Estadísticas
Según el Anuario Pontificio 2021 la arquidiócesis tenía a fines de 2020 un total de 4 814 775 fieles bautizados.
| Año                                                                             | Población            | Población | Población      | Sacerdotes | Sacerdotes    | Sacerdotes    | Bautizados por sacerdote | Diáconos permanentes | Religiosos | Religiosos | Parroquias |
| Año                                                                             | Bautizados católicos | Total     | % de católicos | Total      | Clero secular | Clero regular | Bautizados por sacerdote | Diáconos permanentes | Varones    | Mujeres    | Parroquias |
| ------------------------------------------------------------------------------- | -------------------- | --------- | -------------- | ---------- | ------------- | ------------- | ------------------------ | -------------------- | ---------- | ---------- | ---------- |
| 1948                                                                            | 1 922 000            | 1 980 000 | 97.1           | 87         | 47            | 40            | 22 091                   |                      | 39         | 73         | 65         |
| 1966                                                                            | 1 239 300            | 1 483 229 | 83.6           | 206        | 76            | 130           | 6016                     |                      | 200        | 390        | 64         |
| 1970                                                                            | 1 326 892            | 1 429 761 | 92.8           | 220        | 10            | 210           | 6031                     |                      | 235        | 406        | 98         |
| 1976                                                                            | 1 395 330            | 1 403 753 | 99.4           | 351        | 87            | 264           | 3975                     |                      | 494        | 548        | 100        |
| 1980                                                                            | 1 516 000            | 1 525 000 | 99.4           | 360        | 88            | 272           | 4211                     |                      | 505        | 548        | 103        |
| 1990                                                                            | 1 837 000            | 2 500 000 | 73.5           | 361        | 77            | 284           | 5088                     | 2                    | 586        | 622        | 115        |
| 1999                                                                            | 3 000                | 3 500 000 | 85.7           | 528        | 118           | 410           | 5681                     |                      | 610        | 720        | 150        |
| 2000                                                                            | 3 000                | 3 600 000 | 83.3           | 546        | 104           | 442           | 5494                     | 1                    | 658        | 860        | 160        |
| 2001                                                                            | 2 045 456            | 2 922 080 | 70.0           | 421        | 96            | 325           | 4858                     | 3                    | 579        | 1128       | 125        |
| 2002                                                                            | 2 045 456            | 2 922 080 | 70.0           | 476        | 102           | 374           | 4297                     | 2                    | 766        | 1700       | 134        |
| 2003                                                                            | 2 249 056            | 3 214 280 | 70.0           | 515        | 116           | 399           | 4367                     | 3                    | 729        | 1687       | 135        |
| 2004                                                                            | 2 772 317            | 3 696 422 | 75.0           | 642        | 147           | 495           | 4318                     | 3                    | 815        | 1687       | 136        |
| 2006                                                                            | 3 486 000            | 4 357 000 | 80.0           | 469        | 186           | 283           | 7432                     | 3                    | 510        | 719        | 138        |
| 2010                                                                            | 3 846 000            | 4 807 000 | 80.0           | 531        | 211           | 320           | 7242                     | 3                    | 646        | 869        | 142        |
| 2012                                                                            | 4 039 000            | 5 048 000 | 80.0           | 538        | 234           | 304           | 7507                     | 3                    | 631        | 886        | 146        |
| 2014                                                                            | 4 237 000            | 5 296 000 | 80.0           | 561        | 195           | 366           | 7552                     | 3                    | 685        | 917        | 151        |
| 2017                                                                            | 4 537 000            | 5 669 000 | 80.0           | 569        | 205           | 364           | 7973                     | 3                    | 678        | 882        | 153        |
| 2020                                                                            | 4 814 775            | 6 018 200 | 80.0           | 434        | 198           | 236           | 11 093                   | 3                    | 511        | 817        | 160        |
| Fuente: Catholic-Hierarchy, que a su vez toma los datos del Anuario Pontificio. |                      |           |                |            |               |               |                          |                      |            |            |            |

## Episcopologio

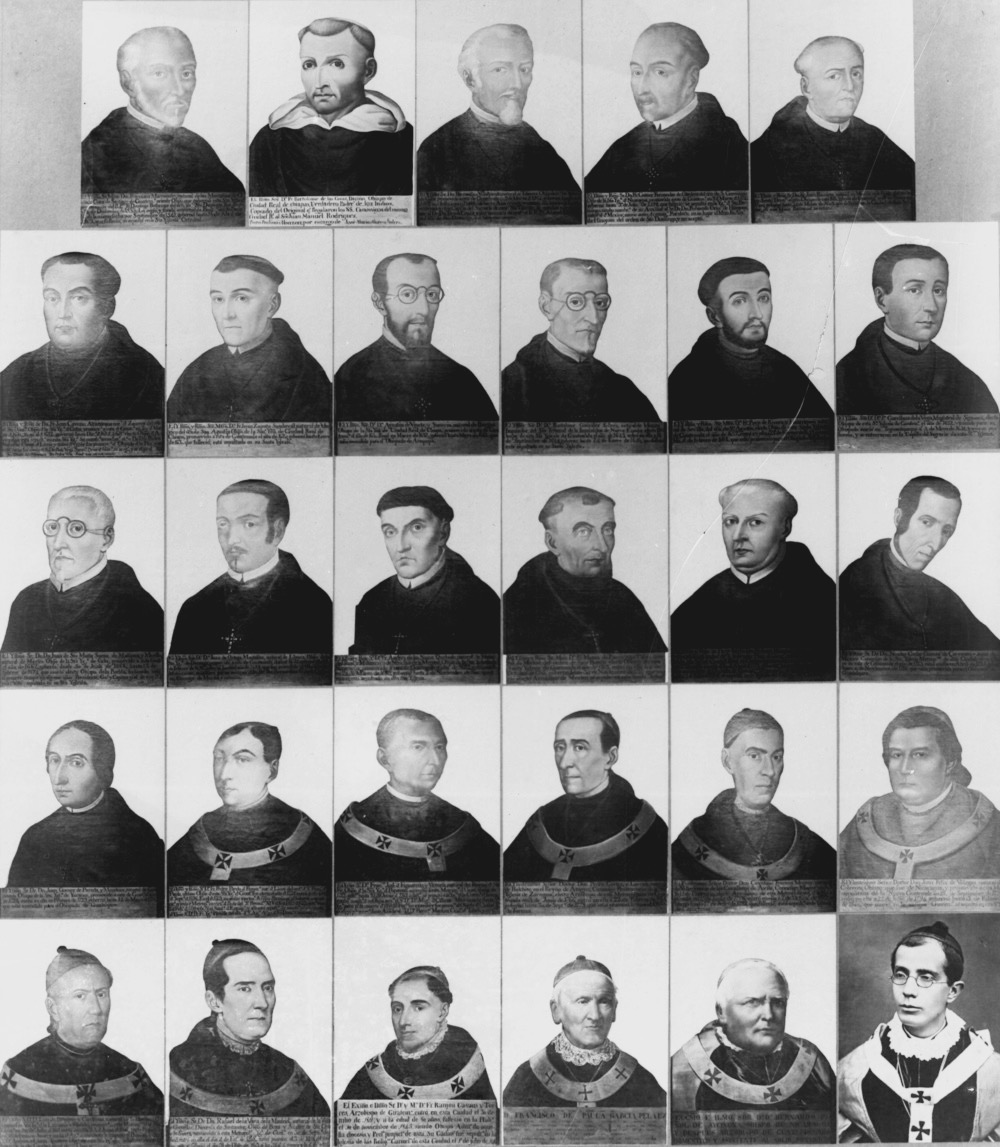
Retratos oficiales de los obispos y arzobispos de Guatemala desde Francisco Marroquín hasta Ricardo Casanova y Estrada. Composición de Juan José de Jesús Yas

- Francisco Marroquin Hurtado † (1523-19 de abril de 1563 falleció)
- Bernardino de Villalpando, C.R.S.A. † (28 de abril de 1564-agosto de 1569 falleció)
- Gómez Fernández de Córdoba y Santillán, O.S.H. † (18 de junio de 1574-julio de 1598 falleció)
- Juan Ramírez de Arellano, O.P. † (12 de mayo de 1600-24 de marzo de 1609 falleció)
- Juan de las Cabezas Altamirano † (19 de julio de 1610-16 de septiembre de 1615 nombrado obispo de Arequipa)
- Juan de Zapata y Sandoval, O.S.A. † (13 de septiembre de 1621-9 de enero de 1630 falleció)
- Agustín de Ugarte y Sarabia † (2 de diciembre de 1630-19 de noviembre de 1640 nombrado obispo de Arequipa)
- Bartolomé González Soltero † (1 de julio de 1641-25 de febrero de 1650 falleció)
- Juan Garcilaso de la Vega † (28 de octubre de 1651-5 de mayo de 1654 falleció)
- Payo Enríquez de Rivera Manrique, O.S.A. † (9 de julio de 1657-16 de enero de 1668 nombrado obispo de Michoacán)
- Juan de Santo Matía Sáenz de Mañozca y Murillo † (27 de febrero de 1668-13 de febrero de 1675 falleció)
- Juan de Ortega Cano Montañez y Patiño † (9 de septiembre de 1675-8 de junio de 1682 nombrado obispo de Michoacán)
- Andrés de las Navas y Quevedo, O. de M. † (15 de junio de 1682-2 de noviembre de 1702 falleció)
- Mauro de Larreátegui y Colón, O.S.B. † (17 de septiembre de 1703-30 de noviembre de 1711 falleció)
- Juan Bautista Álvarez de Toledo, O.F.M. † (9 de diciembre de 1713-30 de agosto de 1723 nombrado obispo de Guadalajara)
- Nicolás Carlos Gómez de Cervantes y Velázquez de la Cadena † (1723 ordenado obispo-20 de febrero de 1726 nombrado obispo de Guadalajara)
- Juan Leandro Gómez de Parada Valdez y Mendoza † (14 de diciembre de 1728-2 de diciembre de 1735 nombrado obispo de Guadalajara)
- Pedro Pardo de Figueroa † (2 de diciembre de 1735-2 de febrero de 1751 falleció)
- Francisco José de Figueredo y Victoria † (24 de enero de 1752-24 de junio de 1765 falleció)
- Pedro Cortés y Larraz † (2 de junio de 1766-13 de diciembre de 1779 nombrado arzobispo a título personal de Tortosa)
- Cayetano Francos y Monroy † (1 de junio de 1778-17 de julio de 1792 falleció)
- Juan Félix de Villegas † (23 de septiembre de 1793-3 de febrero de 1800 falleció)
- Luis Ignatius Peñalver y Cárdenas † (20 de julio de 1801-9 de mayo de 1805 renunció[nota 4])
- Rafael de La Vara de La Madrid † (21 de marzo de 1806-31 de diciembre de 1809 falleció)
  - Sede vacante (1809-1815)
- Francisco Ramón Valentín de Casaus y Torres, O.P. † (15 de marzo de 1815-10 de noviembre de 1845 falleció)
- Francisco de Paula García y Peláez † (10 de noviembre de 1845 por sucesión-enero de 1867 falleció)
- José Bernardo Piñol y Aycinena † (20 de septiembre de 1867-24 de abril de 1881 falleció)
  - Sede vacante (1881-1886)
- Ricardo Casanova y Estrada † (25 de enero de 1886-14 de abril de 1913 falleció)
- Julián Raymundo Riveiro y Jacinto, O.P. † (8 de abril de 1914-1921 renunció[nota 5])
- Luis Javier Muñoz y Capurón, S.I. † (30 de julio de 1921-24 de enero de 1927 falleció)
- Luis Durou y Sure, C.M. † (30 de junio de 1928-17 de diciembre de 1938 falleció)
- Mariano Rossell y Arellano † (8 de enero de 1939-10 de diciembre de 1964 falleció)
- Mario Casariego y Acevedo, C.R.S. † (12 de diciembre de 1964 por sucesión- 15 de junio de 1983 falleció)
- Próspero Penados del Barrio † (1 de diciembre de 1983-19 de junio de 2001 retirado)
- Rodolfo Quezada Toruño † (19 de junio de 2001-2 de octubre de 2010 retirado)
- Óscar Julio Vian Morales, S.D.B. † (2 de octubre de 2010-24 de febrero de 2018 falleció)
  - Sede vacante (2018-2020)[nota 6]
- Gonzalo de Villa y Vásquez, S.I., desde el 9 de julio de 2020